# Montfa (Ariège)
Montfa (okzitanisch Montfan) ist eine französische Gemeinde mit 94 Einwohnern (Stand 1. Januar 2022) im Département Ariège in der Region Okzitanien (zuvor Midi-Pyrénées); sie gehört zum Arrondissement Saint-Girons und zum Kanton Arize-Lèze.

## Lage
Montfa liegt im Norden des Départements Ariège. Nächstgelegene Stadt ist das etwa 27 Kilometer (Luftlinie) östlich gelegene Pamiers; die Großstadt Toulouse ist knapp 70 Kilometer in nördlicher Richtung entfernt. Die Gemeinde ist Teil des Massif du Plantaurel und liegt innerhalb des Regionalen Naturparks Pyrénées Ariégeoises.
Die Gemeinde besteht aus den Weilern (hameaux) Berdot, Castillane, Durrieux, Raynaude und Traouquès sowie Einzelgehöften.

## Geschichte
Der Dolmen von Cabane de Roland (in Le Pas de Coumenge) belegt eine Besiedlung seit der Frühzeit. Erste Erwähnung findet der Ort in einer Urkunde aus dem Jahr 1247. Ein (untergegangenes) Schloss bei Le Picou wird als Besitz der Grafen von Foix im Jahr 1263 aufgelistet. Im Mittelalter gehörte der Ort zur Grafschaft Foix. Verwaltet wurde er von der Adelsfamilie Foix-Rabat von der Kastlanei Le Mas-d’Asil aus. Trotz seiner abgelegenen Lage wurde Montfa in den Religionskriegen im Jahr 1568 von Hugenotten verwüstet. Die Gemeinde gehörte von 1793 bis 1801 zum District Mirepoix-Pamiers. Zudem war sie von 1793 bis 2015 Teil des Kantons Le Mas d’Azil (1793–1801) unter dem Namen Kanton Mas d’Azis.

## Bevölkerungsentwicklung
| Jahr                       | 1962 | 1968 | 1975 | 1982 | 1990 | 1999 | 2006 | 2012 | 2019 |
| Einwohner                  | 86   | 66   | 64   | 64   | 62   | 72   | 77   | 80   | 81   |
| Quellen: Cassini und INSEE |      |      |      |      |      |      |      |      |      |

## Wirtschaft
Im 19. Jahrhundert zählte der Ort zeitweise über 400 Einwohner. Traditionell lebten die Menschen von den Kastanienpflanzungen. Als diese durch eine Krankheit fast gänzlich vernichtet wurden, zog es viele Menschen wegen der fehlenden Lebensgrundlage in andere Gemeinden. Die zunehmende Mechanisierung der Landwirtschaft führte ebenfalls zu einem kontinuierlichen Absinken der Einwohnerzahlen bis auf die Tiefststände in den 1980er Jahren. Die wenigen Bewohner leben auch heute noch von der Landwirtschaft.

## Sehenswürdigkeiten
- Dolmen von Cabane de Roland (in Le Pas de Coumenge)
- Dorfkirche Saint-Fiacre (teils aus dem 14. Jahrhundert, teils Neubau wegen eines Blitzeinschlags 1935)
- Überreste eines Donjons